# Yamaha SR

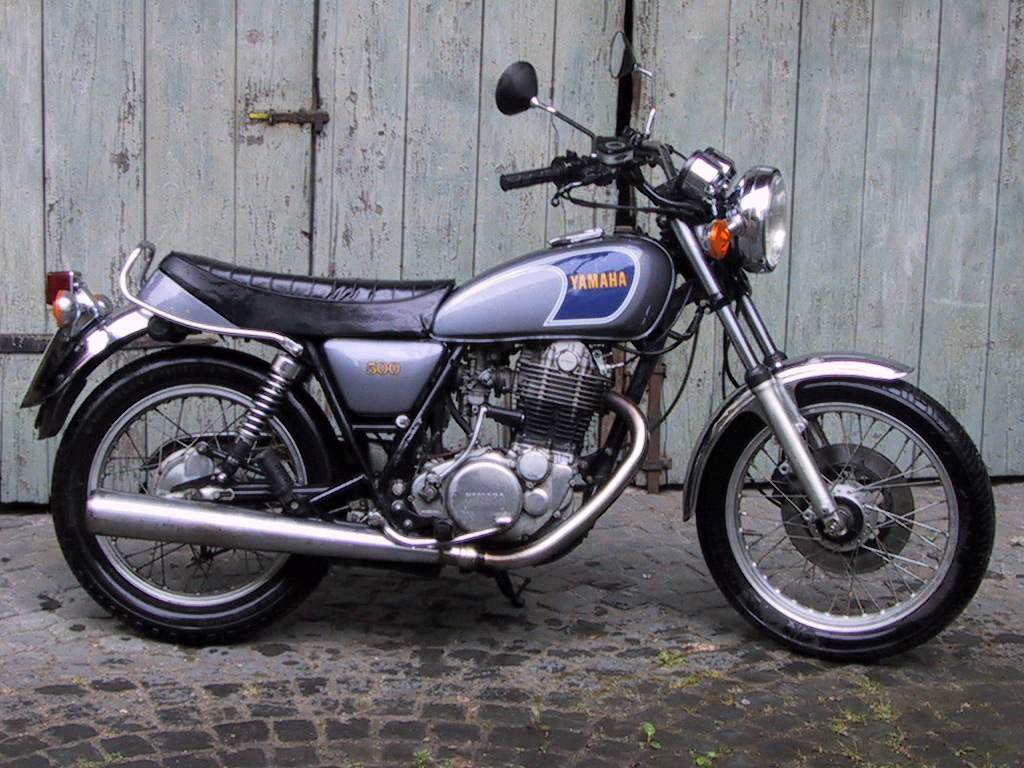
SR 500

Yamaha SR bezeichnet eine Reihe von Motorrädern des japanischen Motorradherstellers Yamaha Motor, die in verschiedenen Zeiträumen seit 1978 gebaut werden. SR steht dabei für Single Road, übersetzt etwa schmale Straße. Allen gemein ist ein luftgekühlter Einzylinder-Viertaktmotor mit obenliegender Nockenwelle und ein klassisches Design mit verschiedenen Chromteilen, heute Retrodesign bezeichnet.
Modelle:
- Yamaha SR 125 (1996–2002)
- Yamaha SR 250 (?–?)
- Yamaha SR 400 (seit 1978)
- Yamaha SR 500 (1978–1999)